# Juan Carlos Salgado
Juan Carlos Salgado est un boxeur mexicain né le 20 décembre 1984.

## Carrière
Il devient champion du monde des super-plumes WBA le 10 octobre 2009 en battant à Tokyo par arrêt de l'arbitre au 1er round le vénézuélien Jorge Linares mais s'incline dès le combat suivant le 11 janvier 2010 à la 12e reprise face au japonais Takashi Uchiyama.
Salgado combat ensuite pour le titre vacant IBF de la catégorie le 10 septembre 2011 et l'emporte aux points face à Argenis Mendez. Il conserve cette ceinture malgré un résultat sans décision rendu à l'issue de son combat contre Miguel Beltran Jr stoppé au 2e round. Le boxeur mexicain bat ensuite de peu aux points Martin Honorio le 28 avril 2012 puis Jonathan Victor Barros le 18 août 2012. Il est en revanche battu par Mendez lors du combat revanche le 9 mars 2013 par KO au 4e round.